# سي دي بروجكت
سي دي بروجكت (بالإنجليزية: CD Projekt S.A.)‏ وتُنطق بالبولندية سي دي برويكت، هي شركة بولندية لنشر وتوزيع وتطوير ألعاب الفيديو، مقرها في العاصمة البولندية وارسو. أسسها مارسين إيفنسكي وميشال كيسينسكي في مايو 1994. كانا يعملان كتجار لألعاب الفيديو قبل تأسيسهم للشركة، التي بدأت كموزع لألعاب الفيديو الغربية في السوق المحلي. القسم المسؤول عن تطوير الألعاب يسمى سي دي بروجكت ريد والذي تأسس عام 2002 والمشهور بسلسلة ذا ويتشر.
كانت بداية الشركة كرائدة في ترجمة ألعاب الفيديو للغة البولندية، وتعاونت الشركة مع استوديو إنتربلاي إنترتينمينت في ترجمة جزأين من لعبة بوابة بلدور. وقامت بعدها بالتكفل بنقل لعبة بوابة بلدور: تحالف الظلام للحاسوب ولكن عانت بعدها شركة إنتربلاي من تعثرات مالية مما أدى إلى إلغاء المشروع وبعدها قررت سي دي بروجكت استثمار ما تبقى من المشروع الملغي وإعادة استخدام الأكواد المصدرية لصنع لعبتهم الخاصة. التي أصبحت فيما بعد لعبة ذا ويتشر المبنية على إحدى روايات الكاتب الشهير أندريه سابكوسكي والتي تحمل نفس الاسم.
بعد إصدار لعبة ذا ويتشر، قامت سي دي بروجكت بالعمل على نسخة للأجهزة المنزلية وكانت تُدعى ذا ويتشر: وايت وولف ولكن حدثت مشاكل أثناء التطوير وكادت التكاليف المتزايدة أن تقود الشركة للإفلاس، قامت سي دي بروجكت بعدها بإطلاق لعبة ذا ويتشر 2: أساسنز أوف كينغز بعام 2011 و ذا ويتشر 3: وايلد هانت بعام 2015 مع فوز الأخيرة بجائزة لعبة العام. وفي عام 2020 أطلقت الشركة سايبر بانك 2077 وهي لعبة عالم مفتوح من منظور الشخص الأول.
قدمت لنا سي دي بروجكت منصتها لبيع وتوزيع ألعاب الفيديو عام 2008 باسم غوغ دوت كوم. تمَثّلَت مهمتها الأساسية في تقديم ألعاب خالية من إدارة الحقوق الرقمية للاعبين. بالإضافة إلى مساعدة جمهور اللاعبين في العثور على الألعاب القديمة بسهولة. وتوسعت خدمتها بعد ذلك لتشمل أحدث ألعاب فئة التربل أي [الإنجليزية] (ألعاب ذات ميزانية مرتفعة) والألعاب المستقلة.
في 21 أكتوبر عام 2009، أعلنت شركة سي دي بي الإستثمارية التي كانت الشركة الأم لـ سي دي بروجكت في ذلك الوقت عن خططها للاندماج مع شركة أوبتيموس إس. آيه. في صفقة تهدف إلى إعادة تنظيم سي دي بروجكت كشركة عامة. وأصبح الاندماج بين سي دي بي الإستثمارية وأوبتيموس إس. آيه. ساريًا رَسْمِيًّا في 28 ديسمبر من عام 2010. وفي 25 يوليو 2011، وافقت المحكمة في مدينة وارسو على تغير اسم شركة أوبتيموس إلى سي دي بروجكت إس. آيه. وأصبحت هي الممثل القانوني الحالي لها. وبحلول سبتمبر 2017، كانت أكبر شركة لألعاب الفيديو يتم تداولها في بولندا، بقيمة تصل إلى 2.3 مليار دولار أمريكي. وفي مايو عام 2020، وصلت قيمتها السوقية لـ 8.1 مليار دولار أمريكي، ما جعلها أكبر شركة لصناعة ألعاب الفيديو في أوروبا متفوقة على يوبي سوفت. انضمت شركة سي دي بروجكت إلى قائمة ويج 20 [الإنجليزية] لأكبر 20 شركة في بورصة وارسو [الإنجليزية] اعتبارًا من مارس 2018.

## التاريخ

### ما قبل التأسيس والبداية

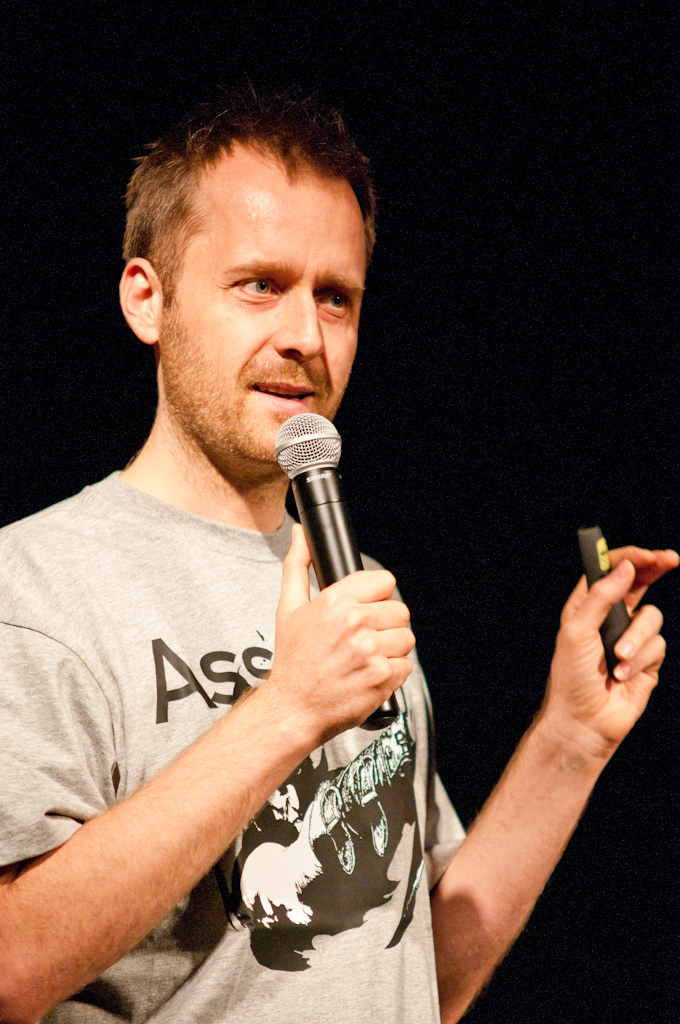
السيد مارسين إيفنسكي الرئيس التنفيذي لشركة سي دي بروجكت

الشعار الرسمي القديم الذي ظل إستخدامه حتى عام 2014

في مايو عام 1994 تأسس فريق سي دي بروجكت على يد كلّ مِنْ مارسين إيفنسكي وميشال كيسينسكي واللذان كان يعيشان في جمهورية بولندا الشعبية والتي كانت تحت الحكم الشيوعي آنذاك ونتيجة لعدم سَنّه لقوانين حقوق النشر والتوزيع والملكيات الفكرية استطاع مارسين إيفنسكي حينها من بيع نسخ من الألعاب الغربية المقرصنة في المتاجر والأسواق المحلية في العاصمة وارسو. ووفقًا للسيد إيفنسكي، على الرغم من أنه كان يستمتع بلعب ألعاب الفيديو عندما كان طفلاً، إلا أنها كانت نادرة في بولندا من حيث الانتشار. عندما قابل كيسينسكي في المدرسة الثانوية آنذاك والذي كان يعمل أيضًا في بيع الألعاب المقرصنة، قاما ببدأ مشروعهم التجاري. وبعد استقلال بولندا مع سقوط الاتحاد السوفيتي وتغير الحكم، أرادا كلّ مِنْ إيفنسكي وكيسينسكي إضفاء بعضٍ من الشرعية على نشاطهم، وبَدَأُوْا في استيراد الألعاب من الولايات المتحدة وكانوا أول من قاموا باستيراد وإدخال الألعاب الأمريكية داخل بولندا مما كان يعكس بداية اتجاه بولندا إلى دولة تتخذ نهج اقتصادي قائم على سوق في بداية التسعينيات، مما جعله توقيت ممتاز ببدأ كلّ مِنْ إيفنسكي وكيسينسكي لتأسيس سي دي بروجكت في الربع الثاني من عام 1994 بمبلغ 2000 دولار فقط مع استخدامهم لشقة أحد أصدقائهم كمكتب بدون إيجار.
بداية سي دي بروجكت الحقيقية كانت مع ترجمة الألعاب الغربية إلى اللغة البولندية ومع تأسيسها كانت أكبر المعضلات التي تواجهها الشركة حينذاك هي محاربة القرصنة ونزع الفكر الشائع عنها في ذاك الوقت، ووفقًا للسيد إيفنسكي «تم بيع أغلبية المنتجات إلى متاجر وشركات البيع بالتجزئة الصغيرة». بدأت سي دي بروجكت ببعض الترجمات الجزئية لبعض المطورين والفرق الناشئة مثل Seven Stars و Leryx-LongShot في عام 1996، وترجماتهم الكاملة جاءت بعد عام. ووفقًا للسيد إيفنسكي "واحدة من أنجح العناوين التي قمنا بترجمتها كانت ايس فنتورا [الإنجليزية]"، وبينما باعت النسخ السابقة من ترجمات الفريق بشكل كافي، حققت ايس فنتورا مبيعات بالآلاف، والتي كانت أرقام واعدة للفريق في ذلك الوقت مما كانت بمثابة نقطة انطلاقهم وجذب الشركات الكبرى لهم حينها مثل شركة بايوير وإنتربلاي إنترتينمينت لترجمة لعبتهم بوابة بلدور للغة البولندية. والتي كانوا يعتقدون أنه لا يستطيع أي ناشر من ترجمت نصوصها من اللغة الإنجليزية إلى اللغة البولندية نظرًا لضخامة محتواها، ولزيادة شعبية العنوان في بولندا قامت سي دي بروجكت بإحضار ممثلين صوتيين لدبلجة اللعبة. وتوجت جهودهم بنجاح كبير مع 18,000 وحدة تم شحنها يوم الإصدار (كان الرقم كبير حينها عن متوسط شحنات الألعاب الأخرى في ذلك الوقت)
استمرت سي دي بروجكت بالعمل مع إنتربلاي وبايوير بعد إصدار بوابة بلدور، وتواصلت بايوير على الفور مع سي دي بروجكت لإصدار نسخة معدلة لتناسب الحاسوب والتي كانت تحمل عنوان بوابة بلدور: تحالف الظلام ولكي تقوم سي دي بروجكت بنقل اللعبة اضطررت لتعيين سيباستيان زيلينسكي (الذي عمل على تطوير لعبة مورتير [الإنجليزية]) وآدم بادوفسكي. ولكن بعد ستة أشهر من بدأ التطوير أوقفت بايوير نسخة الحاسوب بسبب معاناتها من ضيق ومشاكل مالية في ذلك الوقت. واستمرت سي دي بروجكت في ترجمة ألعاب أخرى بعد إلغاء المشروع وحصلت على جائزة Business Gazelles لعامي 2003 و2004.

### النشأة والصعود

شعار استوديو سي دي بروجكت ريد منذ عام 2014

بعد فترة من قرار إلغاء بايوير لنسخة الحاسوب الشخصي، وساد الإحباط والتشتت لدى الفريق الناشئ وقتها، فالفريق لم يكن يعرف بعدها إن كان سيستمر في مجرد توزيع ونشر الألعاب أم الانتقال إلى تطويرها. ومع الأكواد المصدرية التي امتلكوها من مشروع بوابة بلدور: تحالف الظلام، خططت الشركة لتطوير أول لعبة أصلية من إنتاجهم وأن تستند على رواية الويتشر للكاتب الشهير أندريه سابكوسكي التي كانت شائعة في بولندا بذاك الوقت. وسرعان ما وافق الكاتب على بيع الحقوق للفريق مقابل صفقة تقدر بـ 9000 دولار فقط وذلك ولأنه لم يكن يعتقد بأنها ستحقق نجاح إضافة أنه لم يكن يهتم بمجال صناعة الألعاب. كانت قد حصلت شركة تدعى "متروبوليس سوفتوير" [الإنجليزية] على الحقوق في عام 1997، وبعدها واصلت التطوير بها إلى أن شارفت على الانتهاء من مستوى واحد ولكن نظرًا لأن المشروع كان طموحًا للغاية وفاق قدراتهم اضطر الفريق لتعليق المشروع ومن ثم إلغائه فيما بعد ولم يرى النور وكل ما تبقى منه هو مجرد صور في مراحل تطويرها، وهذا ما مهد الطريق أمام سي دي بروجكت للحصول على حقوق السلسلة عام 2002 وإصدار نسختهم الخاصة من اللعبة. ووفقًا للسيد إيفنسكي حينها أنه هو وكيسينسكي لم يكن لهم أي دراية بتطوير الألعاب.
لتطوير اللعبة، شكلت الشركة استوديو تطوير لألعاب الفيديو فيما يعرف اليوم بسي دي بروجكت ريد وكان برئاسة سيباستيان زيلينسكي في مدينة وودج ببولندا عام 2002. قاما الاستوديو بصنع نسخة توضيحية للعبة، والتي وصفها آدم بادوفسكي حينها بـ«قطعة الخردة». كان العرض عبارة عن لعبة تقمّص أدوار من المنظور اَلْعُلْوِيّ، على غرار لعبة بوابة بلدور وديابلو، مستخدمين نفس المحرك الذي استعمل لتطوير لعبة Mortyr. قاما كل من إيفنسكي وكيسينسكي بعرض النسخة التجريبية على عدد من الناشرين دون جدوى. وأغلق مكتب وودج وانتقل الموظفون إلى مقر وارسو، باستثناء زيلينسكي الذي ترك الفريق بعدها وتولى كيسينسكي قيادة المشروع بدلاً منه. وعلى الرغم من أنهم استمروا بعدها في إكمال عملية التطوير ولكنهم قراروا في النهاية التخلي عنه، وبحسب سي دي بروجكت، كان لدى الفريق العديد من التضارب في الأفكار مما جعل المشروع يفتقر إلى التوجيه والإشراف الصحيح؛ وبحلول عام 2003 أتخذ الفريق قرار بإعادة تنظيم وهيكلة الفريق مرة أخرى وأستمرّ ذلك لقرابة العامين. وعندما جاء معرض معرض الترفيه الإلكتروني لسنة 2004، تلقوا من أصدقائهم في استوديو بايوير عرضًا، ليعطوهم رخصة لاستخدام محركهم «أورورا إنجن» في تطوير لعبتهم بالإضافة إلى مساعدتهم في الترويج للعبة في المعرض عن طريق توفير لهم مساحة خاصة بجوار لعبتهم إمبراطورية جيد.
ميزانية اللعبة تجاوزت كل التوقعات، حيث تحول من 15 مطور إلى حوالي 100 مطور بتكلفة تقدر بـ20 مليون زلوتي بولندي أو ما يقدر بـ5 مليون دولار أمريكي تقريبًا. ووفقًا للسيد إيفنسكي «أن بعض المحتويات تمت إزالتها من اللعبة لأسباب تتعلق بالميزانية ولكن مع الإبقاء على نسق الشخصيات كما هيا؛ ومع ذلك كانت أكثر الأشياء صعوبة إِلَيْهِمْ هي ترجمة النص من اللغة البولندية إلى الإنجليزية». وافقت شركة آتاري على التكفل بنشر اللعبة. وبعد خمس سنوات من التطوير، حصلت لعبة Wiedźmin على جمهور في جميع أنحاء العالم والتي قررت سي دي بروجكت فيما بعد اعتماد اسمها بالإنجليزية (The Witcher) وقام أدريان شميلارز بإعادة صياغة اسمها لُغَوِيًّا.  تم إصدار لعبة ذا ويتشر في عام 2007 لتحقق نسب مراجعات عالية للغاية.
بعد تحقيق الشركة لنسب مبيعات مرضية على جميع الأصعدة، تم فورًا البدء للعمل على تطوير أجزاء جديدة لتكملة القصة بعد إصدار الجزء الأول. وكانت لعبة ذا ويتشر 2: أساسنز أوف كينغز هي المشروع القادم للفريق، وبينما كان يعمل الفريق على تصميم الجزء الثاني كان هناك فريق آخر بداخل سي دي بروجكت يعمل على تطوير محرك جديد لـ ذا ويتشر 3: وايلد هانت. توقف تطويرهم للمحرك مؤقتًا بعد المحاولة للعمل على نسخة محسنة من الجزء الأول مخصصة للأجهزة المنزلية والتي كانت تحمل اسم ذا ويتشر: وايت وولف، وعلى الرغم من تعاون سي دي بروجكت مع الاستوديو الفرنسي وايد سكرين غيمز [الفرنسية] لإصدار اللعبة إلا أنها دخلت طي النسيان بسبب طلب استوديو وايد سكرين للمزيد من المال والوقت بالإضافة لطلب عدد أكبر من الموظفين وادعائهم بعدم حصولهم على رواتبهم؛ ولكن قال السيد إيفنسكي أنهم كانوا يدفعون لهم أكثر من مواظفيهم. مع الأسف أُلغي المشروع في النهاية. وعرضت شركة آتاري على سي دي بروجكت أن تقوم بالتكفل بسداد الأموال الضائعة مقابل أن تكون الناشر الجزء القادم من ذا ويتشر. استحوذت سي دي بروجكت على فريق متروبوليس سوفتوير وضمته لها في عام 2008.
| قامت سي دي بروجكت ريد بإنشاء نسخة توضيحية للعبة في غضون عام فقط. حيث قال حينها آدم بادوفسكي سَاخِرًا " لقد كانت قطعة من النفايات" مستطردًا "حاولنا إقناع مارسين وميشال ألا يذهبا في أول رحلة عمل بتلك النسخة ولكنهم قرارا... عرضها على مجموعة من عشارات الناشرين في جميع أنحاء أوروبا على أقوى وأغلى حاسوب محمول يمكن شرائه" مضيفًا إيفنسكي قائلاً "بعد مرور أسبوعين من الأجتماعات تلقينا رسالتين بالبريد الإلكتروني تقولان بلهجة بريطانية لطيفة (أنها سيئة لذا إلى حَدٍّ ما اذهبوا إلى دياركم يا أولاد) لقد تحطمنا حينها (لقد قلنا يا إلهي نحن فظيعون) |
| —تعليق المؤسس المشارك مارسين إيفنسكي على رفض الناشر للنسخة التجريبية من The Witcher |

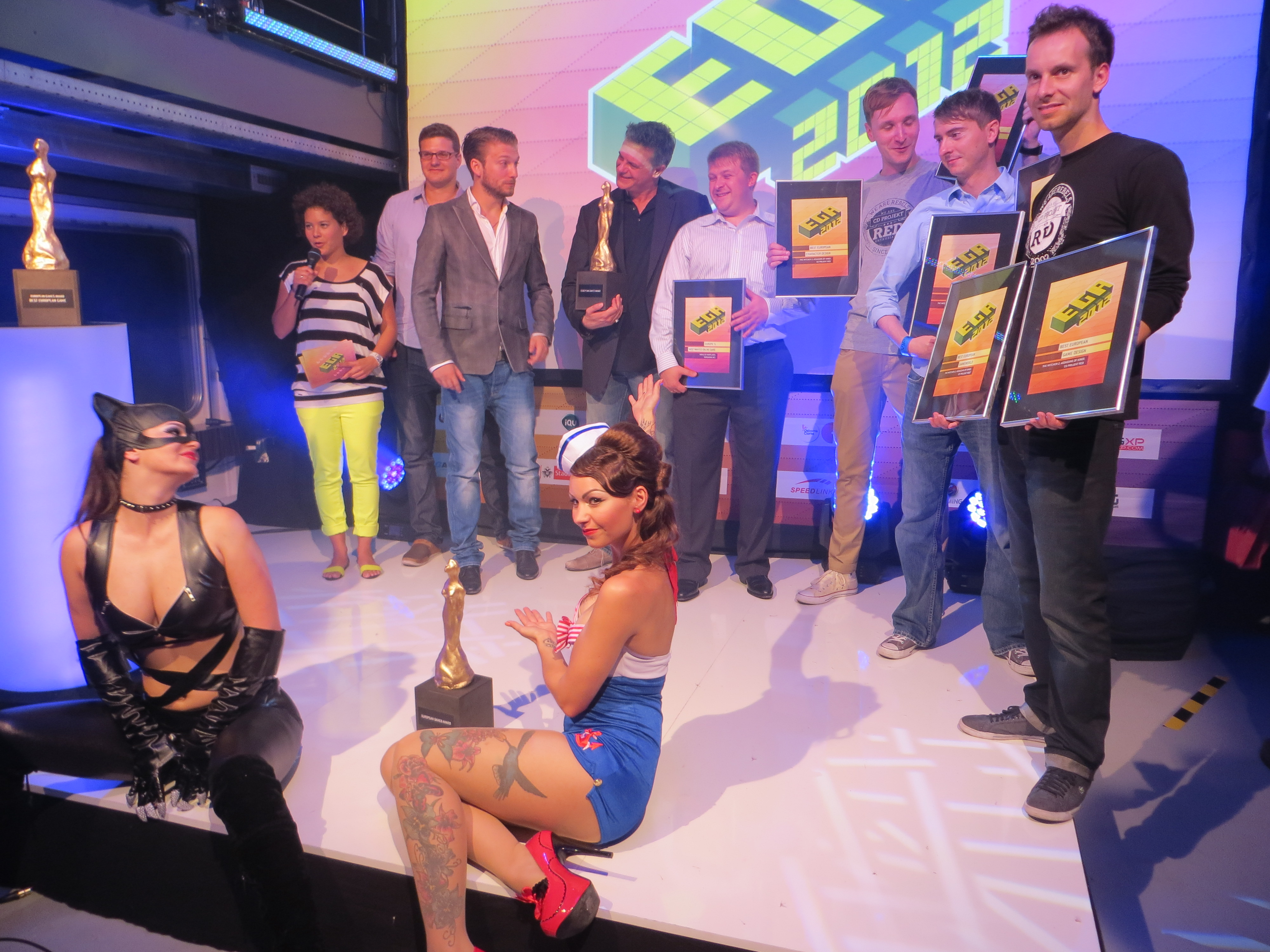
استوديو سي دي بروجكت ريد يتحصل على جائزة أفضل لعبة أوروبية عن ذا ويتشر 2 في معرض غيمز كوم عام 2012

مع تكلفة مشروع وايت وولف التي كانت مرتفعة بشكلٍ هائل واجهت الشركة خطر الإفلاس تزامنًا مع الأزمة المالية 2007–2008، وَأَسْتَلْزِم على الشركة التركيز على لعبة ذا ويتشر 2 مع المحرك الجديد والذي عُرِفَ فيما بعد بريد إنجن، وعندما تم الانتهاء من تطويره، أصبحت اللعبة قابلة لكي تُنْقَل على الأجهزة المنزلية. ولكي تقوم الشركة بتطوير الجزء الثاني وإصدارها بأفضل طريقة ممكنة اضطرّت لتعليق العمل على إحدى العناوين لشركة متروبوليس سوفتوير بعد ثلاث أعوام ونصف من التطوير والتي كانت لعبة من نوع تصويب من منظور الشخص الأول عام 2009. لاحقًا تم إطلاق ذا ويتشر 2: أساسنز أوف كينغز في عام 2011 مع تلقيها إشادة واسعة من النقاد وإجمالي مبيعات تخطت الـ 1.7 مليون نسخة مباعة.
بعد إطلاق ذا ويتشر 2 أراد فريق سي دي بروجكت أن يقوم بصنع لعبة عالم مفتوح بجودة شبيهة لألعابهم الأخرى، مع إضافة مزايا وتغيرات كثيرة لتجنب الانتقادات والسخرية التي كانت تصفها بـ Witcher 2.5، وذلك لعدم احتوائها على تغيرات كبيرة عن سابقاتها. لقد أرادوا الدفع بالقوة الرسومية لتصل إلى درجات مذهلة، وإطلاقها للحاسوب ومنصات الجيل الثامن لكي تستغل كامل قوته، ذلك ما أثار بعض الخلاف بين أفراد الفريق لرغبة البعض بإطلاق اللعبة لمنصات الجيل الأقدم بغرض كسب أرباح أكبر. استغرقت ذا ويتشر 3: وايلد هانت ثلاث سنوات ونصف من التطوير مع تكلفة تقدر بـ81 مليون دولار. وقد زعمت بعض التقارير أن الفريق اضطر إلى العمل بشكل مكثف لمدة عام من أجل الوفاء بالمواعيد النهائية المحددة مسبقًا. وبعد عدة تأجيلات، تم إصدار اللعبة بمايو 2015 لتحصل على إشادات هائلة من النقاد والجمهور. كانت وايلد هانت ناجحة بشكلٍ كبير على المستوى التجاري، فلقد باعت أكثر من ستة ملايين نسخة في خلال أول ستة أسابيع لها مع إعطاء الاستوديو أرباح تصل إلى 236 مليون زلوتي بولندي (62.5 مليون دولار) خلال النصف الأول من عام 2015. حصلت اللعبة لاَحِقًا على 16 محتوى إضافي وتوسعتين رئيسيتين. كانت تسمى التوسعة الأولى والثانية بقلوب متحجرة ودم ونبيذ. قررت الشركة بأن تكون ذا ويتشر 3: وايلد هانت هي آخر جزء من السلسلة كاتبة الفصل الأخير من رحلة جيرالت. وفيما يتعلق بمستقبل سلسلة ذا ويتشر، صرح مخرج الجزء الثالث السيد كونراد توماسزكيوز في مايو 2016 أنه يأمل في مواصلة العمل على السلسلة في وقت ما في المستقبل، ولكن لا يملك أي خططت في الوقت الحالي. في عام 2017 باعت السلسلة أكثر من 33 مليون نسخة. تم إصدار جزء متفرع مبنية على أشهر لعبة الورق في ذا ويتشر 3 عام 2018 تحمل اسم جوينت: ذا ويتشر كارد غيم
نجاح لعبة ذا ويتشر 3 سمح للشركة أن تتوسع، في مارس 2016 أعلنت أنهم يمتلكون عنوان للعبة تقمص الأدوار أخرى قيد التطوير، وأنه من المقرر أن يصدر العنوان في الفترة الممتدة من 2017 إلى 2021. وأعلنوا أَيْضًا عن خططهم للتوسع، حيث إن استوديو ريد هو القسم المسؤول عن تطوير ألعابه الخاصة سوف يتوسع بمرتين. كما أدرجت نفسها في بورصة وارسو، مستفيدة من نجاح ذا ويتشر 3. تم الإعلان في مارس من 2018 بافتتاح استوديو جديد بمدينة فروتسواف. تم الاستحواذ على استوديو يدعى Strange New Things برئاسة باول زاودني مدير العمليات السابق لشركة تيكلاند وبعض من العاملين السابقين بتيكلاند وآي أو إنتراكتيف وموظفين من سي دي بروجكت نفسها أيضًا، وتم تأسيس استوديو Spokko في أغسطس 2018 للتركيز على تطوير ألعاب الهاتف. مكن نجاح ذا ويتشر 3 بالإضافة إلى السياسات التي تتبعها سي دي بروجكت ريد والتي يتم وصفها بأنها تهتم بالعملاء في خلال تلك الفترة من جعل الاستوديو يكسب الكثير من الرضا والحب داخل مجتمع اللاعبين. ومع ذلك طالت الاستوديو الكثير من الشكاوى والانتقادات التي وُجِّهَتْ له من بعض موظفيه من خلال موقع غلاس دور [الإنجليزية] المخصص للموظفين والذي يسمح بإمكانية مراجعة الشركات ومعدل الرواتب وغير ذلك، وكانت تتضمن الشكاوى عدد ساعات العمل الطويلة، رواتب منخفضة، وضغوطات كبيرة تسببت بخسارة الكثير من المواهب والمطورين، الانتقادات طالت نظام المكافآت الذي يعمل لصالح الإدارة، عدم الاستثمار في الموظفين، التوسع السريع للاستوديو والذي رافقه نقص الخبرة والتدريب لبعض الموظفين الجدد، والعديد من الشكاوي الأخرى التي طالت حتى رئيس الشركة وقلة اهتمامه بألعاب الفيديو. مما استدعى الشركة حينها بإصدار بَيَانًا رسمي للرد على هذه الانتقادات ويوضح حقيقية ما يجري قائلًا أن نهج الاستوديو في صناعة الألعاب «لا يناسب الجميع» 
تتابعًا للنجاح الذي طال سي دي بروجكت ريد بعد إطلاقها العظيم لـ ذا ويتشر 3: وايلد هانت أصبحت سايبر بانك 2077 هي العنوان القادم والمنتظر بشدة، وهي لعبة تقمص الأدوار تقع أحداثها في بيئة ذات عالم مفتوح من منظور الشخص الأول مستوحاة من سيبربانك 2020 من تأليف مايك بوندسميث [الإنجليزية] وهي لعبة تقمص الأدوار على الألواح. تم الإعلان عن اللعبة لأول مرة في مايو 2012. وكانت تحظى بضجة كبيرة جنبًا إلى جنب مع إصدار مسلسل The Witcher TV على نتفليكس، مما جعل شركة سي دي بروجكت في مايو 2020 رَسْمِيًّا أكبر شركة لتطوير الألعاب في أوروبا من حيث القيمة السوقية متجاوزة شركة يوبي سوفت. تعرضت اللعبة للعديد من التأجيلات، حيث أكد الفريق أنهم لن يقوموا بإصدارها حتى تكون جاهزة. وبينما تقدمت الإدارة بمبدأ «عدم إلزامية العمل الإجباري» وهو مبدأ قائم على عدم فرض العمل على الموظفين لفترات طويلة أكثر من ما هو محدد لهم وجعله فقط شيء اختياري لمن يهتم وذلك لتقليل أعباء عملية التطوير علي حياة الموظفين الشخصية وهذا ما جاء على لسان السيد مارسن إيفنسكي، مضيفًا أنهم كما يَوَدُّونَ دائمًا تقديم أفضل خدمة لدى عملائهم ومعاملتهم باحترام فهم يرغبون بمعاملة موظفيهم أيضًا باحترام، وأنهم يحاولون دائمًا توفير ظروف عمل إنسانية أكثر من منافسيهم. وبالرغم من كل ذلك فقد نقضت الإدارة وُعُودَهَا وفرضت العمل الإجباري لمدة ستة أيام بالأسبوع علي جميع المطورين. تم إطلاق اللعبة في النهاية بديسمبر عام 2020. وتلقت نسخة الحاسب الشخصي مراجعات إيجابية وأصبحت أسرع ألعاب الحاسوب مبيعًا على المنصة، واستعادت كلفة تطويرها بأول يوم بالاعتماد على الطلب المسبق فقط. ومع ذلك كانت تعاني نسخة الأجهزة المنزلية من الكثير من الأخطاء التقنية وضعف الأداء مع انخفاض مستوى الدقة والرسومات، ومع إرسال بعض اللاعبين لتقارير تفيد بأن اللعبة غير قابلة للعب على الأجهزة المنزلية الأقدم. تم اتهام الشركة فيما بعد بتعمدها إخفاء حالتها المزرية لنسخة الأجهزة المنزلية عن عملائها أثناء التسويق لها. وقامت سوني بحذف اللعبة من متجرها في الـ 18 من ديسمبر عام 2020. وأقر آدم كيسينسكي بأن إستراتيجيتهم في التسويق لها على أجهزة الجيل الحالي أدت إلى إنخفاض مستوى الثقة لدى اللاعبين بالاستوديو، وتعهد بإطلاق تحديثات دورية لحل أغلب مشاكلها.
تعرضت الشركة للاختراق في بدايات فبراير عام 2021، وتمكن المخترقون من الحصول على نسخة من الأكواد المصدرية لعدة مشاريع خاصة بالاستوديو، والتي كانت من ضمنها لعبتي سايبر بانك 2077 وجوينت بالإضافة إلى نسخة محسنة من لعبة ذا ويتشر 3، وذلك بجانب بعض مستندات الشركة الإدارية والقانونية. وطالب المخترقون الاستوديو بدفع الفدية المالية في غضون عدة أيام وإلا سيقومون بتسريب وبيع الملفات والأكواد البرمجية. وقد رفض الاستوديو حينها إجراء أي مفاوضات مع المخترقين وأعلنوا عن تمسكهم بحقوقهم القانونية واللجوء للقضاء والسلطات المختصة، وأكد الاستوديو لاحقا أن الإختراق لم يحتوي على أي من بيانات المستخدمين الشخصية. وقد رصدت إحدى الشركات المختصة في أمن المعلومات ومراقبة الويب المظلم تداول الأكواد في مزاد علني على إحدى منتديات الإنترنت المظلم، وقام المخترقون بإغلاق المزاد لاحقا بعد تلقيهم «عرضًا مرضيًا» من جهة خارجية وذلك بشرط عدم إعادة توزيع الأكواد ونشرها أو بيعها مرة أخرى. وبعد مرور عدة أيام من إنتهاء المزاد، بدأت الأكواد بالانتشار مرة أخرى عبر مواقع التواصل الأجتماعي مما دفع الاستوديو لإستعانة بقوانين حماية حقوق الطبع والنشر للمواد الرقمية، وذلك لإزالة جميع المنشورات التي قامت باستعراض الاكواد أو تسريبها.
وأعلنت شركة سي دي بروجكت في مارس 2021 عن استحواذها على استوديو «ديجيتال سكيبس»، وهو أحد الأستوديوهات الكندية الذي ساعدها في عملية تطويرها للعبة سايبر بانك 2077، كما قامت بتغيير علامته التجارية إلى سي دي بروجكت ريد فانكوفر. وقد إشارات بعض التقارير في مايو 2021، إلى استقالة كونراد توماشكيويتش (مخرج ذا ويتشر 3)، بعد اتهامه بالتنمر والإساءة لزملائه في العمل. وقام الاستوديو في أكتوبر 2021، بالاستحواذ على الاستوديو المستقل "The Molasses Flood"، المطور للعبة The Flame in the Flood.
وافقت شركة «سي دي بروجكت» في ديسمبر (كانون الأول) 2021، على دفع 1.85 مليون دولار لتسوية الدعوى القضائية التي تم رفعها عليها مِن قِبل المستثمرين، وذلك بسبب المشاكل الكثيرة التي عانت منها لعبة «سايبر بانك 2077» أثر إطلاقها.

### ريد إنجن

شعار المحرك الخاص باستوديو سي دي بروجكت ريد

قامت سي دي بروجكت ريد بتطوير محرك خاص بها، وأطلقوا عليه اسم ريد إنجن وهو مصمم خصيصًا لألعاب تقمص الأدوار غير الخطية. والذي جاء لاستبدال محرك أورورا التي حصلت سي دي بروجكت على حقوقه سابقًا من شركة بايوير لتطوير الجزء الأول من لعبة ذا ويتشر.
نظرًا لقدرة المحرك من العمل على المنصات المتعددة، استطاع الإصدار الأول من محرك ريد إنجن العمل على كل من معمارية 32 بت و64 بت من نظام التشغيل مايكروسوفت ويندوز. إِسْتُخْدِمَ محرك ريد إنجن لأول مرة في لعبة ذا ويتشر 2: أساسنز أوف كينغز عام 2011 لنسخة الحاسوب العاملة بنظام مايكروسوفت ويندوز، ومن ثُمَّ أتَى إصداره الثاني والذي كان بمثابة تحديث للنسخة الأقدم وَاسْتُعْمِلَ في النسخة المحسنة من لعبة ذا ويتشر 2 عام 2012، كان يعمل هذا الإصدار من المحرك على كُلٍّ من OS X و لينكس بالإضافة إلى جهاز إكس بوكس 360 عن طريق برنامج توافق [الإنجليزية] مشابه لـ واين يسمى eON. بعدها تم تصميم الإصدار الثالث من المحرك خصيصًا للعمل على المنصات التي تستعمل معمارية 64 بت فقط والذي عمل أيضًا على كلا البلاي ستيشن 4 وإكس بوكس ون بالإضافة إلى نينتندو سويتش.
استخدم ريد إنجن 2 برمجيات وسيطة كمحرك هافوك للفيزيائية و Scaleform GFx [الإنجليزية] لواجهة المستخدم ومحرك FMOD [الإنجليزية] للأصوات. تم استخدم المحرك لصنع النسخة المحسنة من ذا ويتشر 2 ونقلها لجهاز إكس بوكس 360 في عام 2012.
قامت سي دي بروجكت بإنشاء محرك ريد إنجن 3 لغرض تطوير الألعاب المعتمدة على بيئة العالم المفتوح، مثل تلك الموجودة في ذا ويتشر 3: وايلد هانت. أدخل المحرك الكثير من التحسينات على تعابير الوجه وحركة الشخصيات. وبفضل اعتماد محرك ريد إنجن 3 على بيئة تطوير مبنية على معمارية 64-بت أصبح بإمكانه أخرج صور فائقة الواقعية وذلك مع دعمه لتقنية التصيير بالمجال الديناميكي العالي. وأَتَتْ تحسينات واسعة على أنظمة الإضاءة والتظليل، وأصبحت تقدم اضاءات أكثر دقة بدون خسائر ناتجة عن انخفاض مستوى التباين، أصبح يدعم المحرك أيضًا ما يُعْرف بـ Volumetric effects أو الاضاءة المجسمة [الإنجليزية] الذي أتاح خصائص تصيير متقدمة للغيوم والسحب والضباب والأدخنة؛ إضافةً إلى تأثيرات الجسيمات الدقيقة [الإنجليزية] الأخرى. مع تقديمه الدعم لجودات إكساء فائقة الجودة وتحسينات على مستوى الفيزيائية الديناميكية، فضلاً عن إدخاله لنظام متطور يسمح بإعادة إنشاء وجوه وتعبيرات واقعية. ولكن نظرًا لمحدودية أجهزة الجيل الثامن من قدرتها على عرض دقات عالية من الإكساءات، فلن يتمكن دائمًا من عرضها بنفس الجودة.[بحاجة لمصدر]
يمتلك محرك ريد إنجن 3 مصيّر سَلِس قادر على التعامل مع كلا تقنيتين deferred و +forward. ليعطي مجموعة كبيرة من المؤثرات السينمائية، متضمنة تأثير البوكيه في عمق الميدان (depth-of-field) بالإضافة إلى تأثير وهج العدسات [الإنجليزية] ومع دعمه للكثير من التدرجات اللونية. يستخدم المحرك تقنية الفسيفساء في نظام البيئة المحيطة، الذي يمكنه من مزج العديد من الطبقات معًا ليعطي نتائج مبهرة بصريًا.
تم استبدال بعض البرمجيات الوسيطة المستخدمة في الإصدار الثالث من المحرك، فعلى سبيل المثال تم استبدال محرك «FMOD» للصوتيات بـ «Audiokinetic Wwise»، بينما تم استبدال محرك هافوك الفيزيائي بحزمة فيزيكس من إنفيديا مع دعمه أيضًا لتقنية إنفيديا هيروركس لأول مرة.
قامت سي دي بروجكت فيما بعد بتحديث محركها ليصل للإصداره الرابع، والتي استخدمته في تطوير لعبتها الحالية سايبر بانك 2077. أدخل المحرك العديد من التقنيات الحديثة مثل تتبع الأشعة والإضاءة الشاملة وDLSS 2.0، كما قام الاستوديو بتعديل المحرك لكي يتناسب مع بيئة اللعبة، كبنائها بمنظور الشخص الأول وإمكانية إضافة مباني متنوعة وناطحات السحاب بشكلها العمودي. كما سمح للمطورين بإمكانية إنشاء نماذج أكثر تعقيدًا ودقة من ذي قبل، مع تحسين مستوى الاضائة لكي تتلائم أكثر مع طبيعة المدينة العصرية، بالإضافة إلى تحسين تعبيرات الوجه بفضل توافقه مع برنامج الذكاء الاصطناعي «JALI».
أعلنت الشركة في مارس (آذار) 2022، عن استبدال محرك «ريد إنجن» بمحرك «أنريل إنجن 5» عند القيام بتطوير أي عنوان في المستقبل، مع إقامة شراكة مع شركة «إيبك غيمز» تُركز على التطوير التقني للمحرك.

### توزيع الألعاب

شعار منصة GOG.com الحالي

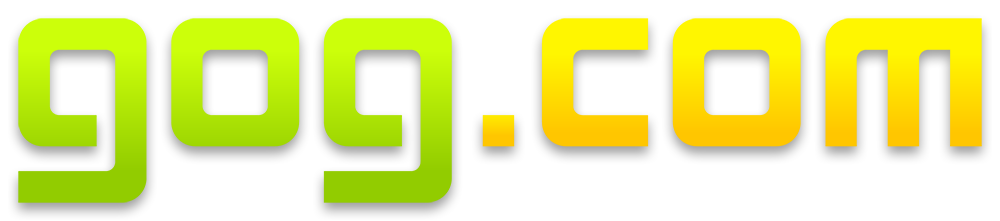
شعار منصة GOG.com القديم من عام 2008 حتى عام 2014

قدمت الشركة في عام 2008 منصتها لنشر الألعاب تحت مسمى «غود أولد غيمز» أو (بالإنجليزية: Good Old Games)‏ أي الألعاب القديمة الجيدة، تهدف الخدمة بشكل أساسي لمساعدة اللاعبين على إيجاد الألعاب القديمة، بالإضافة للحفاظ عليها، وباتباع إستراتيجية خالية من إدارة الحقوق الرقمية أو "DRM-Free"، ولفعل ذلك، أحتاج الفريق لحل مشكلات التراخيص مع فرق التطوير المُندَثرة أو التواصل مع الناشرين للحصول على حقوق التوزيع. ولاستعادة وتهيئة الأكواد القديمة للعمل على المنصات الحديثة، إستَلزَمَ على الشركة استخدام النسخ المباعة بالتجزئة أو نسخ مستعملة مسبقًا، تعاونت شركة سي دي بروجكت مع كبرى الشركات والتي ضمت حينها أكتيفجن وإلكترونيك آرتس ويوبي سوفت بالإضافة أنها تعاونت بالفعل مع المطورين الناشئين والمستقلين بهدف توسيع قاعدة بيانات الخدمة بألعاب التربل أي [الإنجليزية] (الألعاب ذات الميزانية المرتفعة) والألعاب المستقلة.
على الرغم من الشكوك التي لاحقت المشروع واتهامه بالفشل، فبحسب السيد غويوم رامبورغ المدير العام لشركة، أن الخدمة قد توسعت منذ انطلاقتها بشكلٍ غير مسبوق، ففي عام 2015 قامت المنصة ببيع 690,000 وحدة من لعبة ذا ويتشر 3: وايلد هانت وذلك أكثر من منصة ستيم (التي باعت 580,000 وحدة تقريبًا) بالإضافة إلى أي منصة أخرى على الحاسب الشخصي. واعتبارًا من 8 يوليو 2019، تم بيع جميع نسخ الطلب المسبق للعبة سايبر بانك 2077 على موقع غوغ دوت كوم. تذهب الإيرادات من المنصة (والمعروفة بداخل الشركة باسم «سي دي بروجكت بلو») إلى شركة سي دي بروجكت ريد.

## الشركات التابعة
| الشركة                    | المقر    | التأسيس | الاستحواذ | ملاحظات                       |
| ------------------------- | -------- | ------- | --------- | ----------------------------- |
| غوغ دوت كوم               | وارسو    | 2008    | —         | منصة للتوزيع الرقمي           |
| سي دي بروجكت ريد          | وارسو    | 2002    | —         |                               |
| سي دي بروجكت ريد فروتسواف | فروتسواف | 2018    | —         |                               |
| سي دي بروجكت ريد كراكوف   | كراكوف   | 2013    | —         |                               |
| سي دي بروجكت ريد فانكوفر  | فانكوفر  | 2012    | 2021      | استوديو "ديجيتال سكيبس" سابقًا |
| The Molasses Flood        | بوسطن    | 2014    | 2021      |                               |
| Spokko                    | وارسو    | 2018    | —         |                               |

## قائمة الألعاب
| السنة       | العنوان                                                  | المنصة                                                                                                  | ملحوظة                                                   |
| ----------- | -------------------------------------------------------- | --- | -------------------------------------------------------- |
| 2007        | ذا ويتشر                                                 | مايكروسوفت ويندوز، ماك أو إس                                                                            | صدرت النسخة المحسنة عام 2008                             |
| 2011        | ذا ويتشر 2: أساسنز أوف كينغز                             | مايكروسوفت ويندوز، ماك أو إس، لينكس، إكس بوكس 360                                                       | صدرت النسخة المحسنة عام 2012                             |
| 2014        | ذا ويتشر أدفنشر غيم                                      | مايكروسوفت ويندوز، ماك أو إس، آي أو إس، أندرويد                                                         | تم تطويرها بالاشتراك مع Can Explode                      |
| 2015        | ذا ويتشر باتل أرينا                                      | أندرويد، آي أو إس                                                                                       | تم تطويرها بالاشتراك مع Fuero Games                      |
| 2015        | ذا ويتشر 3: وايلد هانت                                   | مايكروسوفت ويندوز، إكس بوكس ون، بلاي ستيشن 4، بلاي ستيشن 5، إكس بوكس سيريس إكس وسيريس أس، نينتندو سويتش |                                                          |
| 2015        | ذا ويتشر 3: وايلد هانت – توسعة قلوب متحجرة               | مايكروسوفت ويندوز، إكس بوكس ون، بلاي ستيشن 4، بلاي ستيشن 5، إكس بوكس سيريس إكس وسيريس أس، نينتندو سويتش | توسعتين لعبة The Witcher 3                               |
| 2016        | ذا ويتشر 3: وايلد هانت – توسعة دم ونبيذ                  | مايكروسوفت ويندوز، إكس بوكس ون، بلاي ستيشن 4، بلاي ستيشن 5، إكس بوكس سيريس إكس وسيريس أس، نينتندو سويتش | توسعتين لعبة The Witcher 3                               |
| 2018        | جوينت: ذا ويتشر كارد غيم                                 | مايكروسوفت ويندوز، إكس بوكس ون، بلاي ستيشن 4، آي أو إس، أندرويد                                         | لعبة منفصلة مبنية على لعبة الاوراق التي في The Witcher 3 |
| 2018        | ثرونبريكير: ذا ويتشر تاليس                               | مايكروسوفت ويندوز، إكس بوكس ون، بلاي ستيشن 4، أندرويد، آي أو إس، نينتندو سويتش                          | لعبة بطاقات مستقلة بأسلوب اللاعب الواحد مستندة لـ Gwent  |
| 2020        | سايبر بانك 2077                                          | مايكروسوفت ويندوز، إكس بوكس ون، بلاي ستيشن 4، بلاي ستيشن 5، إكس بوكس سيريس إكس وسيريس أس، جوجل ستاديا   |                                                          |
| 2021        | ذا ويتشر: مونستر سلاير                                   | أندرويد، آي أو إس                                                                                       |                                                          |
| لم يُعلن بعد | لعبة تابعة لسلسلة "ذا ويتشر" لم يُعلن عن عنوانها إلى الآن | لم يُحدد بعد                                                                                             | سيتم تطويرها بواسطة أنريل إنجن 5                         |

## وجهات نظر الشركة
| في اللحظة التي نبدأ فيها بالتحول إلى محافظين ونتوقف عن خوض المجازفات الإبداعية والمجازفات التجارية، ونتوقف عن الالتزام بما نقوم به، هذه هي اللحظة التي ينبغي أن نقلق فيها. وأنا لست قلقًا. إن قيمنا واهتمامنا بما نقوم به – ونأمل أن يتفق معه اللاعبون – والاهتمام باللاعبين هو ما يدفع هذه الشركة إلى الأمام. إن الشيء الذي يرعبني أن أصبح عملاقًا مجهول الهوية في تطوير أو نشر الألعاب وما إلى ذلك. وما دمت أنا هنا، سأكافح من أجل عدم حدوث ذلك. |
| —مؤسس شركة سي دي بروجكت مارسين إيفينسكي متحدثًا بشأن الحفاظ على استقلالية الشركة |

عندما تقوم الشركة بتطوير عنوان جديد، فإنها تقوم بالتركيز على جوانب ووظائف معينة من اللعبة في كل مرة، وذلك من أجل الحفاظ على جودة عناوينها. وتُركز الشركة خاصًا على تطوير ألعاب تقمص الأدوار، حيث يعمل الفريق على سلاسل شهيرة ذات قاعدة جماهيرية، بالإضافة إلى تقديم سلاسل أخرى أقل شهرة إلى جمهور عريض. وقد تمت الإشادة بالأستوديو لإعطائه الأولوية في تصميم المهام على حجم العالم في ألعابهم.
وتعارض شركة سي دي بروجكت إضافة تقنية إدارة الحقوق الرقمية في ألعاب الفيديو والبرمجيات. وتعتقد الشركة بأن التقنية ليس لها تأثير فعال على خفض مستوى قرصنة البرمجيات، وذلك استنادًا إلى بيانات مبيعاتها من لعبة ذا ويتشر 2: أساسنز أوف كينغز، ووجدت الشركة أن إصدارها الأولي (والذي تتضمن تقنية إدارة الحقوق الرقمية) قد تمت قرصنته لأكثر من 4.5 مليون مرة وذلك على عكس ما حدث مع النسخة المعاد إطلاقها بدون حماية والتي تمت قرصنتها بشكل أقل. وبسبب ذلك، قررت الشركة إطلاق كلا لعبتي ذا ويتشر 3: وايلد هانت و سايبر بانك 2077 بدون أي حماية. كما يؤمن الفريق بأن المحتوى المجاني القابل للتنزيل يجب أن يكون من أساسيات الصناعة. وبرهنت الشركة ذلك عن طريق إطلاق عدة محتويات إضافية مجانًا للعبة ذا ويتشر 3.
وطبقًا إلى رئيس الأستوديو آدم بادوفسكي، فإن شركة سي دي بروجكت تتجنب بأن تكون تابعة لشركة أخرى وذلك من أجل الحفاظ على حريتها المالية والإبداعية وملكيتها لمشروعاتها. وقد أشيع في عام 2015 بأن شركة إلكترونيك آرتس ترغب بالاستحواذ على شركة سي دي بروجكت، وذلك ما تم نفيهُ من قِبل المؤسس المشارك مارسين إيفينسكي، الذي صرح بأن الحفاظ على استقلالية الشركة هو الشيء الذي سيحارب من أجله. ويتم نشر التفاصيل المالية المتعلقة بتكاليف التطوير والتسويق والإصدار بحرية، مستشهدًا بكون «الانفتاحية في التواصل» هي أحد القيم الأساسية لدى الشركة.
وقد اعتادت شركة سي دي بروجكت العمل بالنموذج الإداري الخاص بشركة روكستار جيمز، حيث تقوم الأخيرة بالعمل على مشروع واحد مع فريق كبير وتتجنب العمل على عدّة مشاريع في آنٍ واحد. ولكن قامت الأولى في وقتٍ ما مؤخرًا بتغير استراتيجيتها الخاصة؛ وأنه اعتبارًا من عام 2022، ستقوم بالعمل على عدّة عناوين من "ذوي الميزانية المرتفعة" في نفس الوقت.